# Незнайка (приток Десны)
Незна́йка — река в Московской области и Москве, левый приток Десны. Длина — 32 км, площадь водосборного бассейна — 207 км².
Исток находится у хутора Рожновка Одинцовского района, устье — у посёлка Десна Москвы.

## Описание

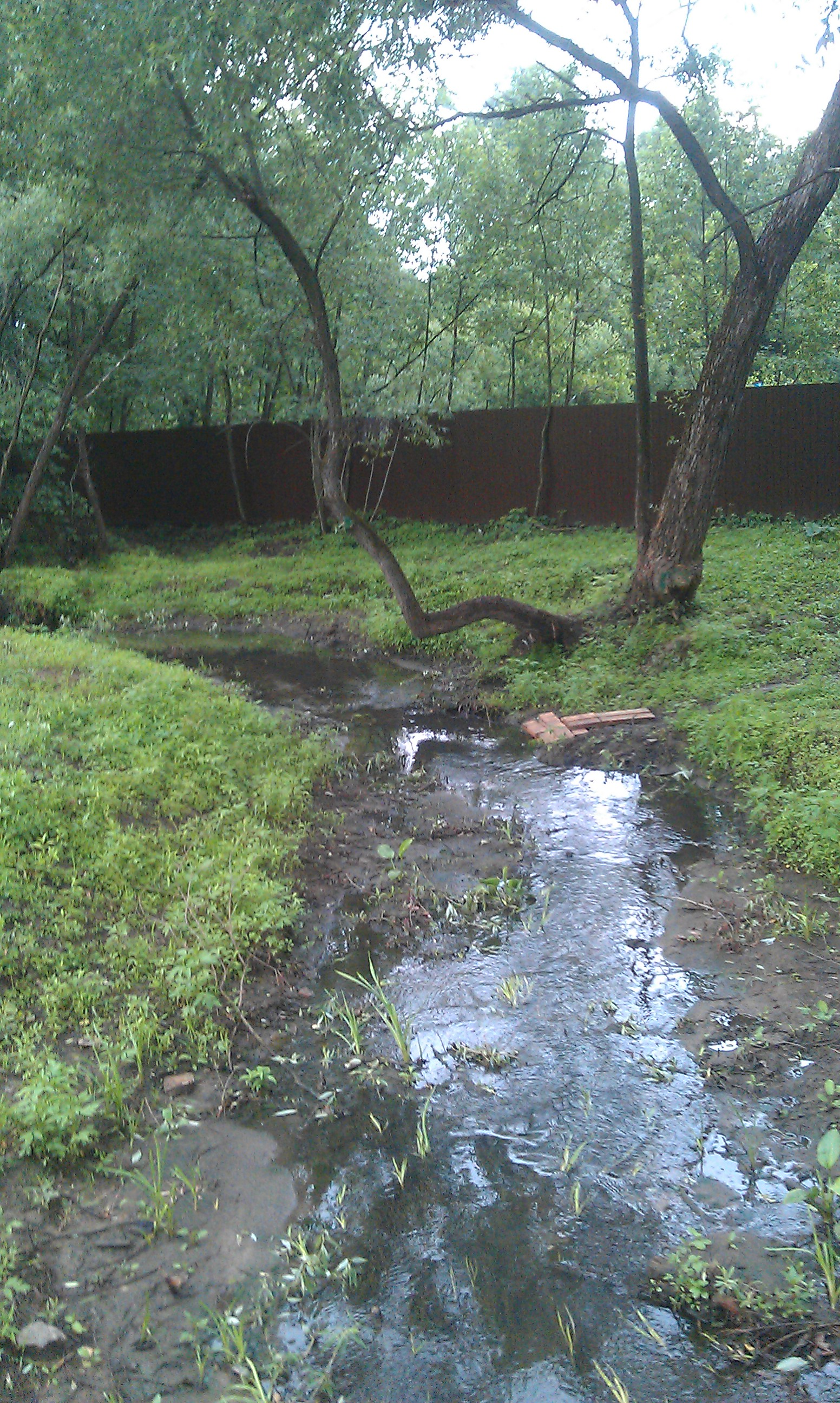
Река Незнайка в истоках

Исток Незнайки теряется среди зарослей осоки.
Протекает по территории Одинцовского района Московской области и Новомосковского округа Москвы. На реке расположены следующие населённые пункты: хутор Брёхово, деревни Санино, Шарапово, Давыдково, Харьино, Староселье, Марьино, Пенино и Писково.
Около деревни Крёкшино запруда образует большой пруд. Около села Большое Свинорье в Незнайку впадает речка Свинорье; через Марушкино протекает другой приток — ручей Алёшенька.
Длина реки — 3,5 км. Уклон реки в среднем составляет 1,5 м/км, что делает Незнайку самой крутопадающей речкой в ближнем Подмосковье.

## Притоки
По порядку от устья:
- Ликова (впадает в 4,2 км от устья Незнайки)
- Алешин[3]
- Свинорье[3]
- Алешинка[3]

## Сплав
Сплав по Незнайке возможен только на байдарках и в пик половодья. Хотя река теоретически проходима от моста Киевского шоссе и даже от железнодорожной станции Крёкшино Киевского направления МЖД, из-за завалов сплав обычно начинают от плотины пруда возле дома отдыха «Зорька», несколькими километрами ниже пересечения реки с Киевским шоссе. Сплав завершается или в Марьино, или в поселке Десна.

## Этимология
Название имело варианты Незнань, Незнанка и, по-видимому, связано с основой глагола (не) знать, то есть может толковаться как «незнаемая», «неизвестная» (река).